# أحرف رونية

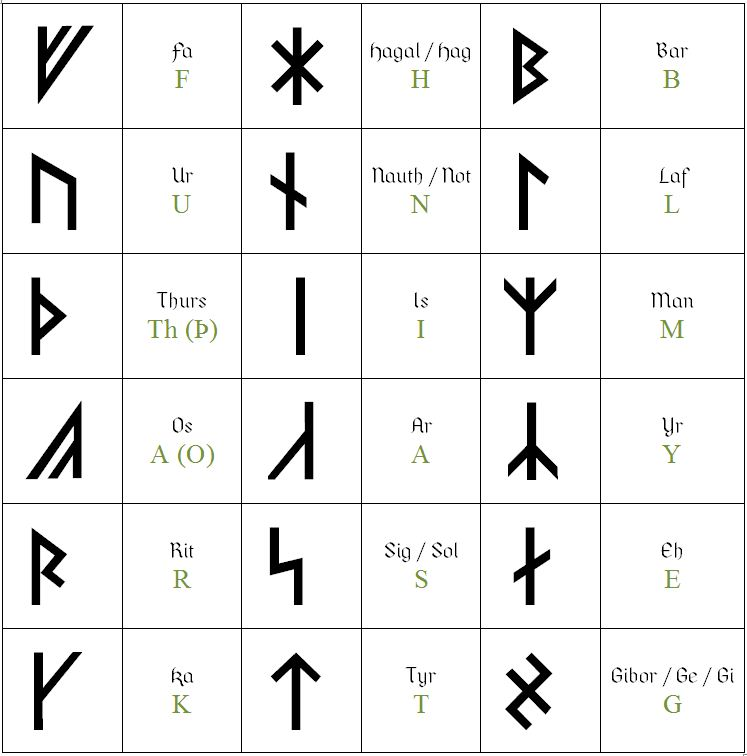

أحرف أرمينية (أو أرمانين فوتهارخ) عبارة عن سلسلة من 18 أبجدية رونية، تستند بشكل وثيق إلى " فوشارك الأصغر" التاريخي، الذي قدمه عالم التصوف النمساوي ومحيي الجرمانية جويدو فون في كتابه " داس جيمنيس دير رنن" (الإنجليزية: "سر الرونية")، نُشرت كمقالة دورية في عام 1906، وكمنشور مستقل في عام 1908.
من المعروف أن الحزب النازي قد استخدمها كجزء من نظام رموزهم.

## قائمة الرونية

ترتيب دائري

## اتصال بأيديولوجيةفولكيش
تم استخدامها لأغراض سحرية في أعمال مؤلفين مثل فريدريش بيرنارد ماربى وسيجفريد أدولف كومر، وبعد الحرب العالمية الثانية في نظام «عديم الفلسفة»، قام ستيفن فلاورز وأدولف شليبفر ولاري إي كامب وآخرون أيضًا بالبناء على نظام القائمة. الكتاب لا يزال يحظى بشعبية في النازية الألمانية الجديدة.